# Chąśno (gemeente)
De gemeente Chąśno is een landgemeente in het Poolse woiwodschap Łódź, in powiat Łowicki.
De zetel van de gemeente is in Chąśno (tot 30 december 1999 Chąśno Drugie).
Op 30 juni 2004 telde de gemeente 3200 inwoners.

## Oppervlakte gegevens
In 2002 bedroeg de totale oppervlakte van gemeente Chąśno 71,81 km², waarvan:
- agrarisch gebied: 93%
- bossen: 1%

De gemeente beslaat 7,27% van de totale oppervlakte van de powiat.

## Demografie
Stand op 30 juni 2004:
| Omschrijving                   | Totaal | Totaal | Vrouwen | Vrouwen | Mannen | Mannen |
| ------------------------------ | ------ | ------ | ------- | ------- | ------ | ------ |
| eenheid                        | aantal | %      | aantal  | %       | aantal | %      |
| inwoners                       | 3200   | 100    | 1586    | 49,6    | 1614   | 50,4   |
| bevolkingsdichtheid (inw./km²) | 44,6   | 44,6   | 22,1    | 22,1    | 22,5   | 22,5   |

In 2002 bedroeg het gemiddelde inkomen per inwoner 1014,78 zł.

## Administratieve plaatsen (sołectwo)
Błędów, Chąśno (sołectwa: Chąśno en Chąśno Drugie), Goleńsko, Karnków, Karsznice Duże, Karsznice Małe, Marianka, Mastki, Niespusza-Wieś, Nowa Niespusza, Przemysłów, Sierżniki, Skowroda Południowa, Skowroda Północna, Wyborów.

## Aangrenzende gemeenten
Kiernozia, Kocierzew Południowy, Łowicz, Łowicz, Zduny